# 関電セキュリティ・オブ・ソサイエティ
関電セキュリティ・オブ・ソサイエティ（かんでんセキュリティ・オブ・ソサイエティ、通称：関電SOS）は、関西電力グループの電力系通信事業者であるオプテージ（旧 ケイ・オプティコム）が、ホームセキュリティを専門としたブランドである。当該ブランドは、略称の『関電SOS』が一般的に用いられる。
また、株式会社関電セキュリティ・オブ・ソサイエティ（英: Kanden Security Of Society, INC.）は、2023年3月31日までまで同事業を行っていた企業で、オプテージの法人格上の前身である。

## 概要
2001年9月20日に関西電力・東洋テック・日本パナユーズにより設立された、関西電力グループのホームセキュリティ事業。対象地域は滋賀県・京都府・大阪府・兵庫県・奈良県・和歌山県の近畿2府4県。
関西電力の先進技術と警備会社2社（東洋テック・日本パナユーズ）が力を合わせ、より堅固なセーフティネットワークを提供する。設立起業に加わった日本パナユーズは、2015年に事業譲渡され、現在は無関係。

## CM出演者
- 小籔千豊、宇都宮まき（2010年）勉三さんと主婦（吉本新喜劇とのコラボCM）

## 競争会社
- セコム
- 綜合警備保障 ALSOK